# Quintus Gellius Longus
Quintus Gellius Longus war ein im 1. Jahrhundert n. Chr. lebender römischer Politiker.
Durch eine Inschrift in griechischer Sprache, die auf einen Zeitraum zwischen dem 14. September 92 und dem 13. September 93 datiert ist, ist belegt, dass Longus Statthalter (Legatus Augusti pro praetore) in der Provinz Cilicia war; er dürfte Statthalter in den Amtsjahren 91/92 bis 93/94 gewesen sein.